# Neomorphus
Neomorphus là một chi chim trong họ Cuculidae.

## Các loài
- Phướn đất vảy, Neomorphus squamiger
- Phướn đất huyệt hung, Neomorphus geoffroyi
  - Phướn đất huyệt hung Bahía, Neomorphus geoffroyi maximiliani – tuyệt chủng (giữa thế kỷ 20)
- Phướn đất dải sọc, Neomorphus radiolosus
- Phướn đất cánh hung, Neomorphus rufipennis
- Phướn đất mỏ đỏ, Neomorphus pucheranii